# Asterope leprieurii
Asterope leprieurii is een vlinder uit de onderfamilie Biblidinae van de familie Nymphalidae. De wetenschappelijke naam van de soort is voor het eerst geldig gepubliceerd in 1835 door Joachim Francois Philiberto de Feisthamel.